# Dobryninskaja

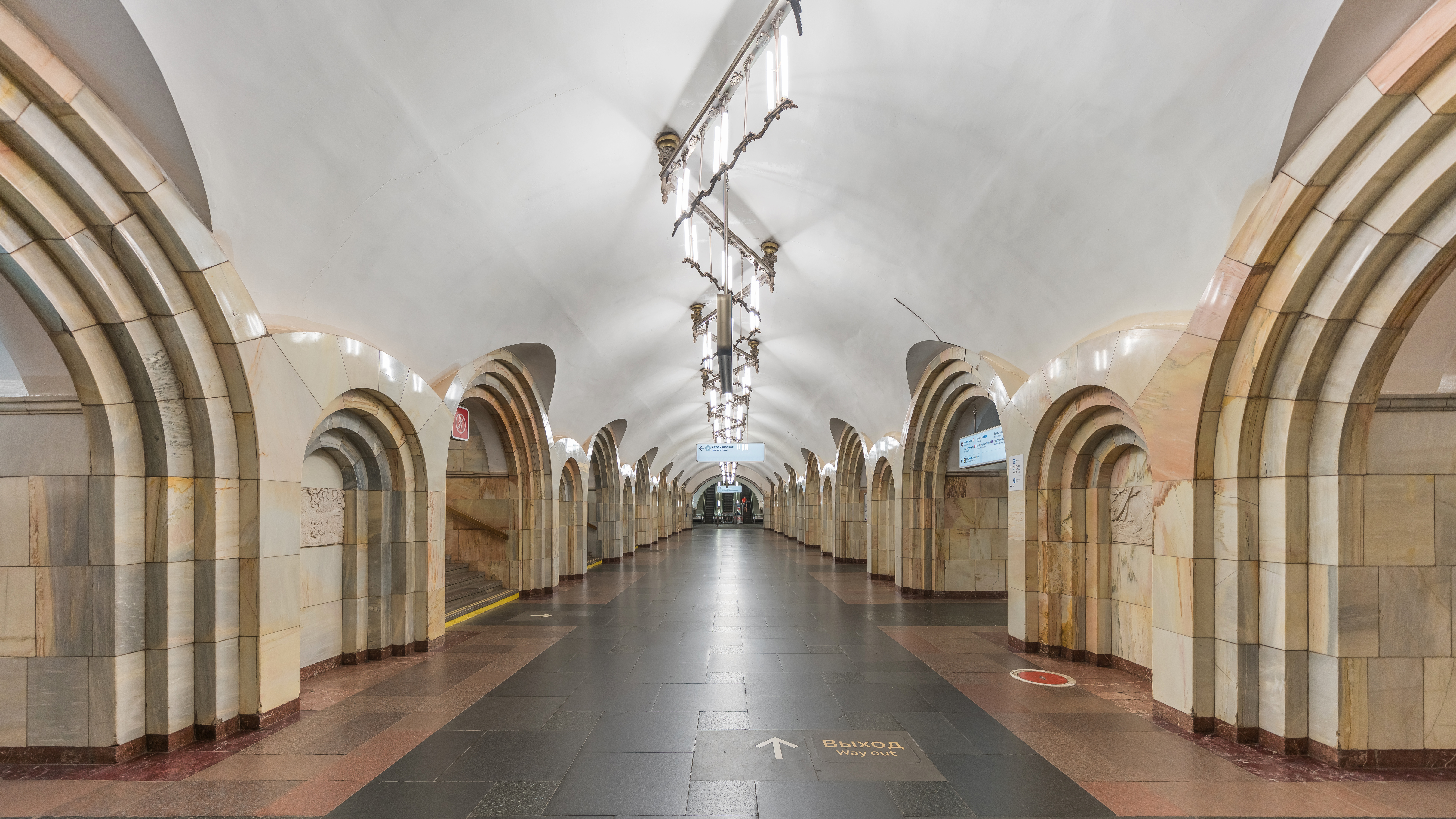
Die zentrale Halle der Station Dobryninskaja

Dobryninskaja (russisch Добрынинская, Ausspracheⓘ) ist eine Station an der Kolzewaja-Linie (Ringlinie, auch „Linie 5“) der Metro Moskau. Täglich benutzten im Jahr 2002 durchschnittlich 34.800 Fahrgäste die Station Dobryninskaja.

## Lage
Die Station Dobryninskaja liegt in der Nähe des Dobryninskaja-Platzes an der Ljusinowskaja-Straße im Stadtteil Samoskworetschje, der zum Zentralen Verwaltungsbezirk der russischen Hauptstadt gehört. Die Station verfügt über eine Umsteigemöglichkeit zur Metrostation Serpuchowskaja der Serpuchowsko-Timirjasewskaja-Linie. Die Ausgänge führen zur Ljusinowskaja-Straße und zum Gartenring.

## Geschichte
Die Station Dobryninskaja wurde am 1. Januar 1950 eröffnet. Sie gehörte zum ersten Bauabschnitt der Ringlinie, der die südlichen 6,5 km von der Station Park Kultury bis Kurskaja umfasste. Die Dobryninskaja ist eine Pylonenstation mit drei Stützenfeldern. Ursprünglich hieß die Station Serpuchowskaja (Russisch: Серпуховская), nach der Bolschaja-Serpuchowskaja-Straße, die parallel zur Ljusinowskaja-Straße verläuft, und dem Serpuchowskaja-Platz. Am 6. Juni 1961 wurde sie nach Pjotr Dobrynin einem Kämpfer der Roten Garde im Moskauer Stadtteil Samoskworetschje und Teilnehmer der Oktoberrevolution umbenannt. Im Jahre 1983, als die Station Serpuchowskaja der Serpuchowsko-Timirjasewskaja-Linie eröffnet wurde, entstand ein Übergang von der Bahnsteighalle der Dobryninskaja zur Bahnsteighalle des neuen Bahnhofs. Am 22. Dezember 2006 wurde die Eingangshalle der Station Dobryninskaja für fast 18 Monate geschlossen. Die alten Rolltreppen wurden ersetzt, neue Drehkreuze eingebaut, eine gründliche Restaurierung des Interieurs der Station sowie eine komplette Überholung aller Sicherheits- und Kommunikationssysteme durchgeführt. Die Eingangshalle wurde am 11. Juni 2008 wieder eröffnet.

## Beschreibung

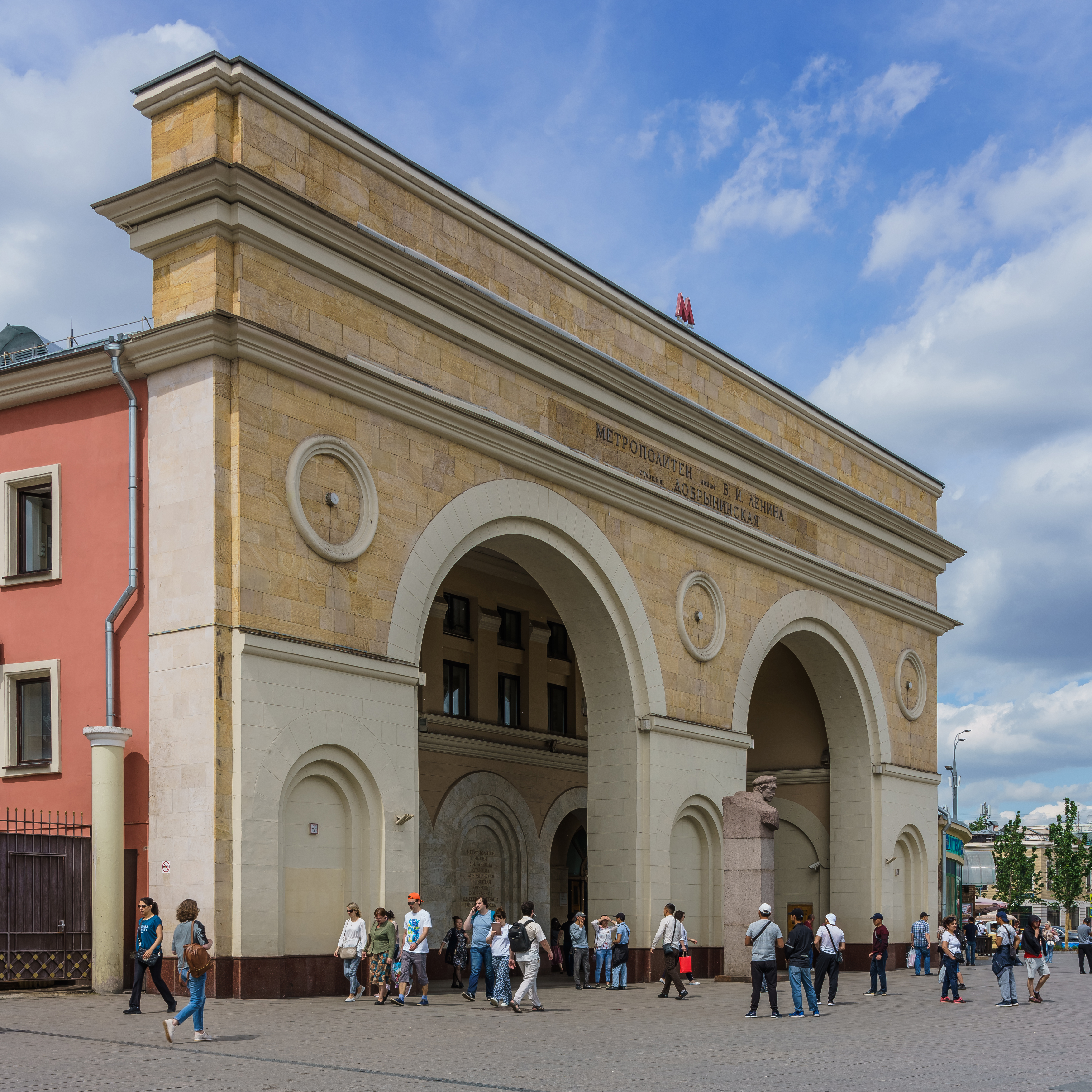
Eingangsgebäude

Die Station entstand im Stil des Sozialistischer Klassizismus der späten 1940er und frühen 1950er Jahre. Ihre Architektur weckt Assoziationen zu den Portalen mittelalterlicher russischer Kirchen.
Der Architekt Leonid Pawlow und seine Mitarbeiter M. A. Selenin und M. A. Ilin griffen bei den Entwürfen für die Station auf Stilelemente der Baukunst der Kiewer Rus und insbesondere auf die Gestaltung der Mariä-Schutz-und-Fürbitte-Kirche an der Nerl bei Wladimir zurück. Diese Anleihe zeigt sich insbesondere in der Gestaltung der Portale und der Verwendung des beigefarbenen Marmors an den Wänden. Über der Verkleidung der Tunnelwände der Station aus dunkelroten Marmor verläuft eine gewölbte weiße Marmorbordüre, die das Licht der Deckenleuchten reflektiert. Um das helle und leichte Erscheinungsbild der Station zu unterstreichen, ist das Gewölbe der Halle einfach verputzt und weiß gestrichen, das Licht kommt aus einem zickzackförmigen Band vertikal aufgehängter Leuchtstofflampen. Die Pfeiler sind mit usbekischem Gasgan-Marmor in beigen, gelblichen und rosa Farbtönen verkleidet. Der Boden ist mit rosafarbenem und dunkelgrauem Granit belegt, der typisch für orthodoxe Kirchen ist.
Im Gegensatz zu der antikisierenden Verwendung klassischer Bauformen stehen 12 Basreliefs an den Pylonen zum Thema „Das Leben der Völker der Sowjetunion“ von Elena Janson-Maniser, die die Jagd, das Angeln und die Weinlese thematisieren. Elena Janson-Maniser schuf auch das Basrelief, das sich ursprünglich an der Stirnwand der Zentralhalle der Station befand, und ein großes Profilbild von Stalin über dem Staatswappen der Sowjetunion zeigte. 1961 wurde es im Zuge der Entstalinisierung entfernt und im Jahr 1967 durch das heutige Mosaikwandbild aus Smalten von Serafim Pawlowski mit dem Titel „Der Morgen des kosmischen Zeitalters“ ersetzt.
Ein weiterer Entwurf, den Leonid Popow gemeinsam mit Janina Tatarschinskaja ausführte, ist die große Vorhalle der Station an der Ecke Ljusinowskaja-Straße und Serpuchowskaja-Platz. Wie bei der Bahnsteighalle basiert die Gestaltung des Portikus auf der Grundlage der alten russischen Architektur. Das Kapitell der Säule am Ausgang der Station wurden von einem archäologischen Befund übernommen, der von der Taman-Halbinsel stammt und aus byzantinischer Zeit datiert. Das Interieur der Eingangshalle greift erneut sowjetische patriotische Themen auf. Drei wandhohe Mosaiken von Georgi Rubljew und Boris Jordanski befinden sich an der Innenseite der Eingangsfront. Das Mittlere zeigt ein großes Banner mit einem Profil von Lenin umgeben von den 16 Wappen der Unionsrepubliken der Sowjetunion. Die seitlichen Wandbilder stellen eine Parade der sowjetischen Truppen und eine Parade der sowjetischen Athleten auf dem Roten Platz dar. Auf dem Linken wird von den Sportlern ein Plakat mitgeführt, auf dem sich ursprünglich ein Porträt von Stalin befand, das ebenfalls im Rahmen der Entstalinisierung entfernt und durch ein Bild von Juri Gagarin ersetzt wurde. Weitere Ausstattungsmerkmale der Eingangshalle sind die Lampen auf beiden Seiten der Rolltreppen, bei denen es sich um die größten Lampen in der Moskauer Metro handelt. Massive Kronleuchter mit einem großen Roten Stern aus Glas befinden sich an der Decke der Eingangshalle. Eine Büste von Pjotr Dobrynin, geschaffen von dem Bildhauer Gennadi Raspopow steht seit 1967 vor der Eingangshalle.